# Étoile Civique
La Étoile Civique es una institución cívica coronada por la Academia Francesa, que es responsable de la concesión de una distinción en honor a la valentía y la dedicación a los demás, rindiendo homenaje a las acciones y comportamientos que reflejan.

## Historia
Fundada en 1930 como el Mérite Civique, se convierte en Étoile Civique por decreto del Journal officiel de la République française del 12 de diciembre de 1968, N º 292, página 11672.
Rinde homenaje a la valentía y la dedicación a los demás, pagando tributo a las acciones y comportamientos que reflejan.
Mientras que distinguir, desde el más humilde hasta el más grande, los que contribuyen a enriquecer el patrimonio común de mejora, de la vida social, para el progreso humano, que está particularmente interesado en aquellos cuyas vidas están de duro trabajo abnegación, sacrificio y permanecer confinado en el anonimato, sin la búsqueda vigilante.
La Étoile Civique tiene por objetivos esenciales:
- Mejorar la suerte de las personas, cualquiera que sea su edad, nacionalidad, color, condición social, teniendo en cuenta sus intereses morales y materiales, como parte de la familia humana, el mundo del trabajo y tiempo libre y su medio ambiente;
- La defensa de los derechos humanos, el respeto de los derechos civiles, por la referencia expresa, uno para el otro, la declaración universal que los define;
- Difundir el prestigio nacional.

## Descripción
Esta distinción tiene cuatro niveles y se puede atribuir a todas las edades: bronce, plata, medalla de plata dorada y la medalla de oro.
Anverso de la ronda de medallas, contendrá lo siguiente: "En honor a las virtudes cívicas - Al servicio de prestigio nacional" (« Honorer les vertus civiques - Servir le prestige national »). En el reverso, la lectura de los signos: "Étoile Civique en el reconocimiento de ... Promoción ..." (« l'Étoile Civique en reconnaissance à ... Promotion ... »). Un título con el mismo registro también se le otorga.